# Ласьяр, Сантос Бениньо
Сантос Бениньо Ласьяр (исп. Santos Benigno Laciar; род. 31 января 1959, Уинка-Ренанко (исп. Huinca Renancó), провинция Кордова, Аргентина) — аргентинский боксёр-профессионал, выступавший в наилегчайшей весовой категории. Чемпион мира по версии WBA.

## Результаты боёв
| Бой | Дата | Соперник | Судьи | Место боя | Раундов | Результат | Дополнительно |
| --- | ---- | -------- | ----- | --------- | ------- | --------- | ------------- |
|     |      |          |       |           |         |           |               |
| Бой | Дата | Соперник | Судьи | Место боя | Раундов | Результат | Дополнительно |